# Ekbacken (torp)
Ekbacken var från början ett stat]torp under Hallinge, i Hallinge rote i Salems socken, Stockholms län. 
I kyrkoböcker kan man följa torpet från 1798 och helt fram till 1934, då byggnaden revs.
Med tiden användes torpet som arbetarbostad för de som var lantarbetare under Hallinge gård. Eftersom torpet egentligen låg på ägorna till Skårby säteri, bodde även arbetsfolk från Skårby i bostaden. 
I Ekbacken bodde det ofta flera arbetarfamiljer samtidigt. En familj hade tillgång till ett rum och kök. 1919 flyttade familjen Andersson in i Ekbacken. Märta Andersson (gift Skoog) var det yngsta barnet i en syskonflock om 8 syskon. Hon beskriver familjens bostad i Ekbacken så här:
”I köket fanns en soffa och ett bord… […] I det stora rummet fanns det en kakelugn, två fönster, uppbäddssäng med höga hela gavlar, chiffonjé, soffa, blombänk samt ett bord med fyra stolar.”
Lämningarna efter torpet är registrerade som fornlämning: lägenhetsbebyggelse.
Salems hembygdsförening har satt upp en torpskylt som markerar läget för torpet.